# Firlefranz
Firlefranz (Eigenschreibweise FirleFranz) ist eine Katapult-Stahlachterbahn vom Modell Family Coaster des Herstellers Gerstlauer Amusement Rides im Bayern-Park (Reisbach, Bayern, Deutschland), die am 28. April 2023 im Rahmen eines Soft-Openings eröffnet wurde. Während der Fahrbetrieb bereits ohne Einschränkungen stattfindet, sollte die Thematisierung erst in der Schließzeit 2023/2024 fertiggestellt und zu Beginn der Saison 2024 feierlich eröffnet werden.[veraltet]
Die Achterbahn kombiniert Aspekte verschiedener Typen und ist zum Zeitpunkt der Eröffnung die einzige dieser Art. Der Start erfolgt horizontal mit Reibrädern, und auch während des Fahrtverlaufs wird der Zug mehrfach beschleunigt, es handelt sich also um einen Launched Coaster. Die Strecke bildet keinen durchgehend befahrbaren Kreis, sondern besitzt ein offenes Schienen-Ende mit Richtungsumkehr (Spike), es handelt sich also auch um einen Shuttle Coaster. Die Besonderheit dabei ist, dass der Hauptteil der Strecke mit Hilfe einer Drehweiche zweimal in derselben Abfolge durchlaufen wird (vorwärts und rückwärts), so dass die gesamte Fahrstrecke 550 m beträgt (bei einer Schienenlänge von nur 240 m). Aufgrund der fehlenden Inversionen sowie der moderaten Geschwindigkeit und Beschleunigungskräfte wird die Bahn vom Hersteller unter der Modellgattung Family Coaster geführt. Die Bahn kann bereits ab 3 Jahren und 90 cm Körpergröße in Begleitung eines Erwachsenen benutzt werden.
Beim Start wird der Zug rückwärts aus dem Stationsgebäude heraus beschleunigt und erklimmt einen Spike, so dass er das Stationsgebäude erneut – diesmal vorwärts – durchfährt. Über eine Drehweiche  schließt sich die Hauptstrecke an. Diese besteht aus einem Airtime-Hügel, einer rechtsseitigen Helix, einer geraden Beschleunigungsstrecke, einem etwas flacheren Airtime-Hügel und einer linksseitigen Helix. Über die Drehweiche fährt der Zug wieder durch das Stationsgebäude und erklimmt den Spike diesmal vorwärts, bevor er seine Fahrtrichtung wieder umkehrt, um die gesamte Strecke erneut in derselben Abfolge zu durchlaufen, diesmal allerdings rückwärts. Schließlich wird der Zug im Stationsgebäude durch die Reibräder zum Stillstand gebracht. Die Differenz zwischen dem höchsten und niedrigsten Punkt der Strecke beträgt 15,5 m.
Die Drehweiche wird jedes Mal umgestellt, wenn sich der Zug auf der Hauptstrecke befindet, und bei jeder Richtungsumkehr (auf dem Spike). Die Reibräder der beiden Hauptbeschleunigungsstrecken sind so konzipiert, dass sie den Zug automatisch zum Stillstand bringen, wenn aufgrund einer Fehlfunktion die Drehweiche nicht ihre Endposition erreicht hat und arretiert ist.
Die Bahn wurde nach dem Maskottchen des Bayern-Parks benannt, dem Löwen Franz-Xaver, der laut Thematisierung in einem Anflug von Langeweile die Bahn aus Resten zusammengezimmert hat.